# Xialong Meng
Xiaolong Meng nació en Beijing, China, en 1961, se graduó de su facultad de medicina en 1985. Trabajó como médico en el Hospital You-An de Beijing durante 3 años, tratando pacientes con hepatitis, cirrosis hepática y cáncer de hígado. Se unió al Instituto de Investigación de Hepatitis de Beijing en 1988, investigando medicamentos contra el cáncer. 
En 1991, llegó al Bio-Communications Research Institute, KS, EE. UU, como investigador científico. Había estado trabajando allí durante diecinueve años hasta que el Instituto encontró la crisis financiera. Allí, caracterizó las células madre de la sangre menstrual por primera vez en el mundo y las desarrolló en 9 tipos diferentes de linajes. El trabajo fue reportado por varias estaciones de televisión y obtuvo el Premio de Investigación de Medicina Central BioMed 2007. En 2010, se unió al MD Anderson Cancer Center. Allí, terminó su nueva hipótesis para el mecanismo del cáncer y la publicó en 2011 en Cancer Metastasis Reviews, la revista número cinco en el campo de la investigación del cáncer.